# 神戸 - 岡山・倉敷線
神戸 - 岡山線は、兵庫県神戸市と岡山県岡山市を結ぶ、両備ホールディングス（両備バス）・中鉄バスの2社が共同運行する高速バス路線である。
愛称はハーバープリンス（中鉄バス）、リョービエクスプレス（両備ホールディングス）となっている。
かつて姫路市・たつの市・相生市・赤穂市と岡山市を結んでいた播備ライナー、及び神姫バスが運行していたハーバーライナーについても本項で解説する。
- 席は全便座席指定制。乗車前にあらかじめ乗車券を購入しなければならない（ローソン・ファミリーマートでも発券ができる）。
- ハーバーライナーについては、かつては山陽自動車道上の途中停留所に停車する一般便が運行されていた（2021年4月1日に廃止）。乗車区間が兵庫県内（三ノ宮駅～赤穂間）のみの場合に限り自由席で、予約は不要であった。
- 2023年10月2日をもって神姫バスが運行を休止し撤退。

## 概要
岡山市・神戸市都市間輸送において、高速バス大阪線ほどの旺盛な需要はなく、本数も少ないが、運行が維持されている路線である。休日に増便される特徴がある。山陽新幹線や山陽本線普通・新快速列車と競合関係にあるが、前者は速達性で歯が立たない。後者は、片道普通運賃は高速バスが若干割高ではあるが、往復割引乗車券や回数乗車券で利用したときは割安であり、アピールポイントになっている。他に、座席指定制であることや、岡山方でパークアンドライドが利用できる点もPRされている。
当初、中鉄バスと神姫バスの共同運行便として、運行が開始されたが、都市間利用に応える形で、中鉄バスがノンストップ便の運行を開始した。その後、中鉄バスと岡山電気軌道（岡電バス）の岡山市内・岡山空港バス運行などの過熱した競合が高速バスにも飛び火する形で、岡電バスが競合路線としてOKADEN EXPRESSの運行を開始した。OKADEN EXPRESSの運行開始に当たっては、岡電バスが岡山空港リムジンバスに参入したとき同様、両備グループデザイン顧問水戸岡鋭治デザインの専用新車を導入した。これに対抗するため、中鉄バスは、途中停留所停車タイプ便をノンストップ便に変更し、神姫バスのみが途中停留所便を運行する形態となった。
その後、中鉄バスと岡電バスの競合過熱は、トップ会談により解消の方向にいたり、この路線においても、市内近郊路線専業の岡電バスから、中長距離バスも運行する両備グループの両備ホールディングスに路線が移管された。その後、2009年3月に同路線は3社共同運行化された。なお、岡電バス・中鉄バス・神姫バスは、Web座席予約システムに発車オ〜ライネットのWeb予約機能を使用しているが、両備ホールディングスは同じ両備グループのリオスコーポレーションが開発し・運営する「ネットdeバス」（現：両備高速バス予約サイト）を使用しているため、岡電バスから両備ホールディングスへの移行時には、座席が収容される予約システムも変更された。さらに、2009年3月には、中鉄バス・神姫バス運行便の座席についても、「ネットdeバス」に収容される。

## 歴史
- 1994年

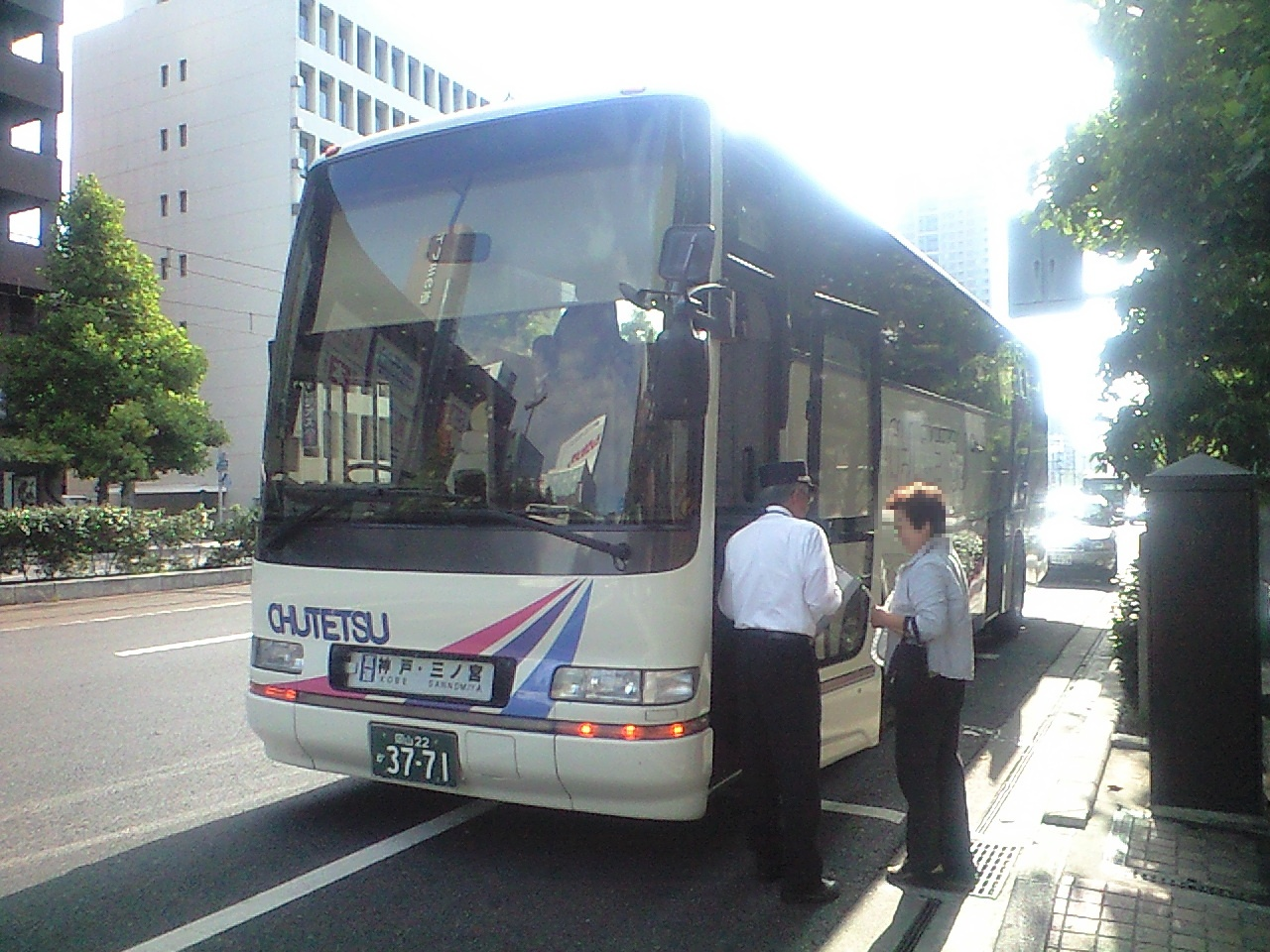
中鉄バス「ハーバープリンス」
（以前使用された車両）

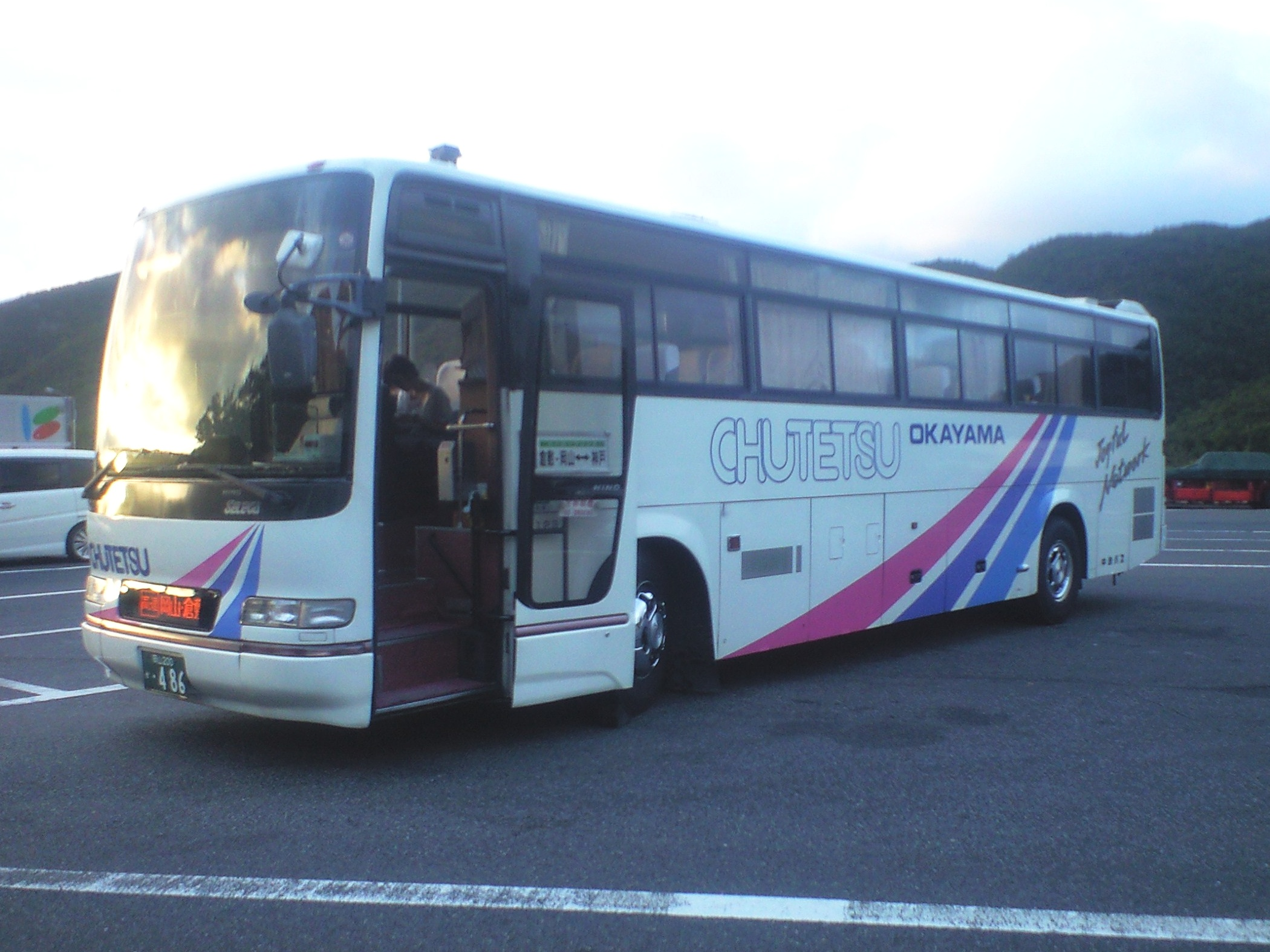
中鉄バス「ハーバープリンス」
（以前使用された車両）

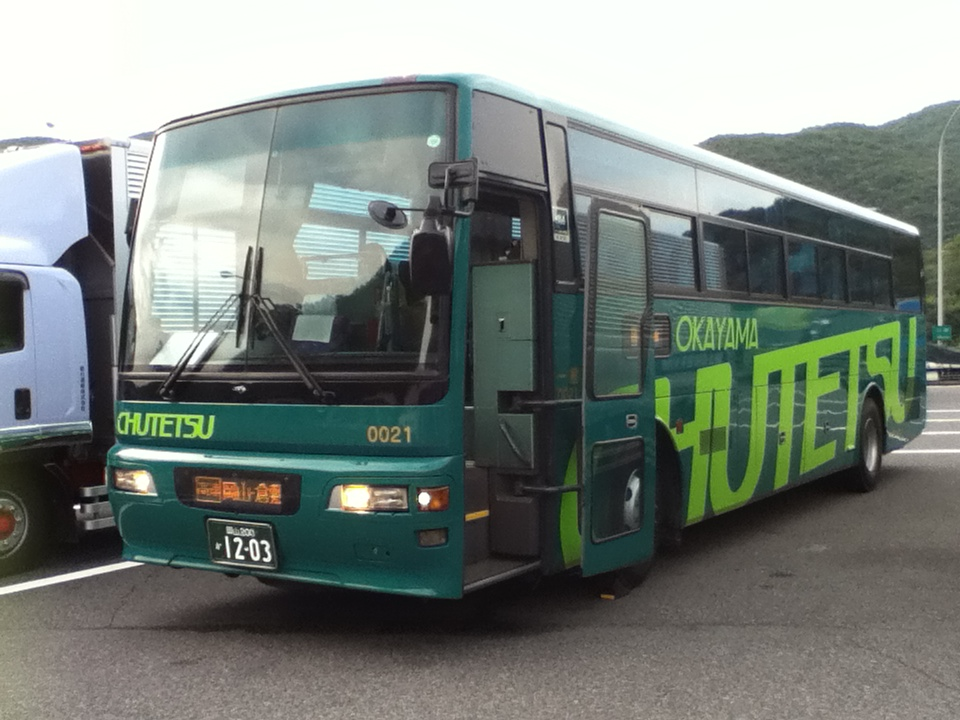
中鉄バス「ハーバープリンス」
（以前使用された車両）

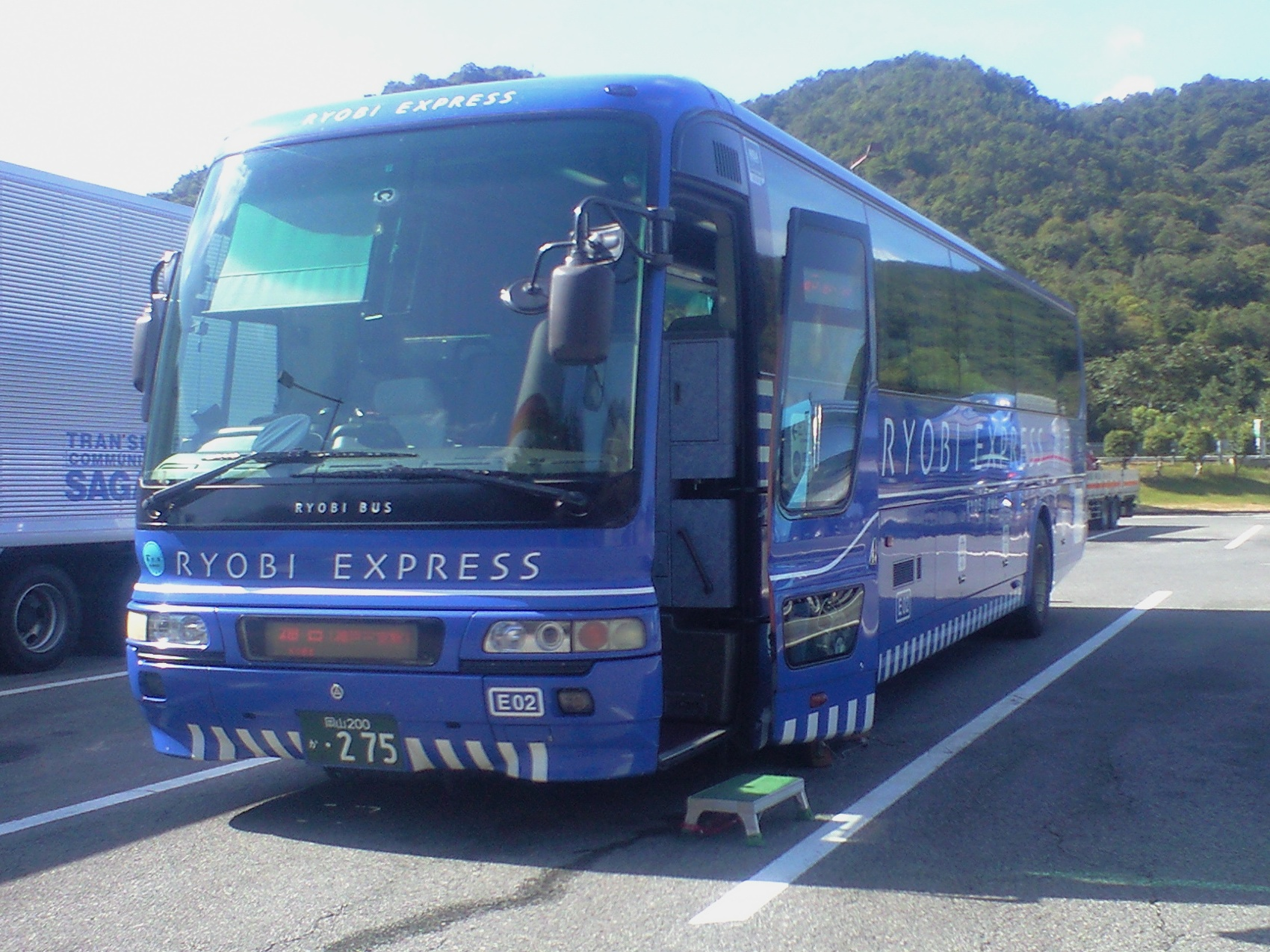
両備ホールディングス「リョービエクスプレス」
（以前使用された車両）

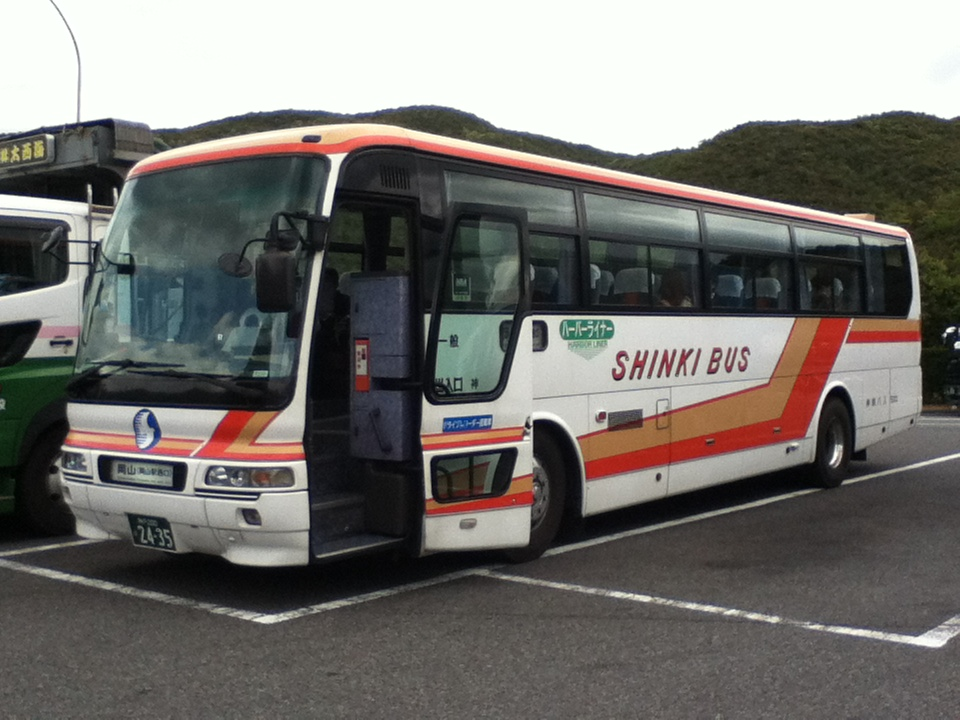
神姫バス「ハーバーライナー」
（以前使用された車両）

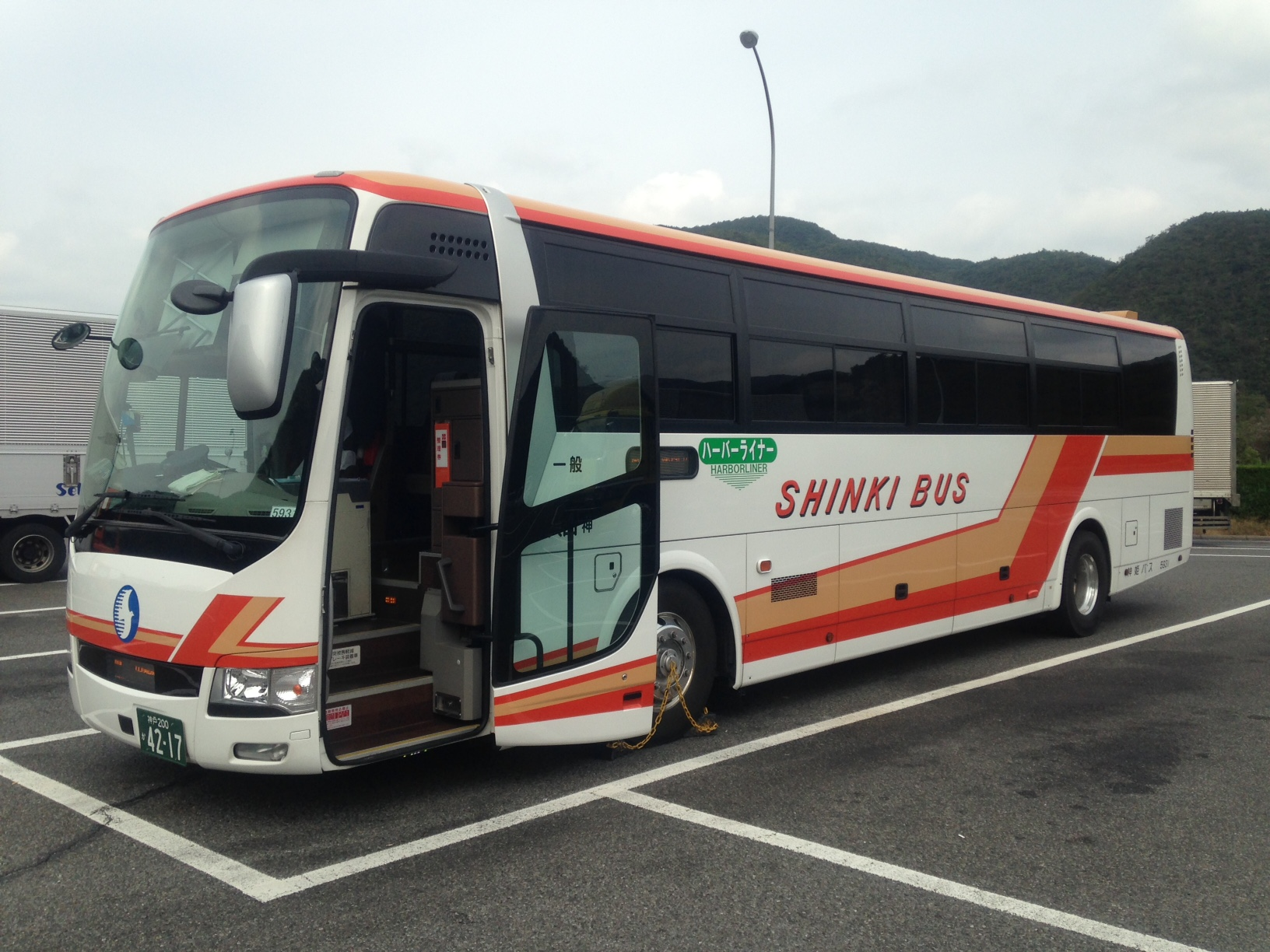
神姫バス「ハーバーライナー」
（以前使用された車両）

  - 9月1日 神姫バス・中鉄バスの2社がハーバープリンス・ハーバープリンセス（現・ハーバープリンス・ハーバーライナー）を運行開始。
- 1995年
  - ハーバープリンス・ハーバープリンセスの神戸 - 岡山・倉敷間の往復運賃を大幅値下げ。[1]
- 2003年
  - 3月20日 神姫バス・中鉄バス・JRバス中国の3社が播備ライナーを運行開始。
  - 12月24日 利用者低迷のため、播備ライナーを廃止。
- 2005年
  - 2月5日 岡山電気軌道が岡電エクスプレス神戸を運行開始。
- 2006年
  - 2月16日 岡電エクスプレス神戸を神戸空港まで延長。
  - 4月16日 岡電エクスプレス神戸が山陽IC（赤磐市）に停車開始。
  - 11月26日 ミント神戸がオープン、岡電エクスプレス神戸がビル1階に新設された三宮バスターミナルへ乗り入れ。
- 2007年
  - 3月31日 岡電エクスプレス神戸の神戸空港への乗り入れを廃止。
- 2008年
  - 2月1日 岡電エクスプレス神戸の運行を両備ホールディングス（両備バス）へ移管。同時に岡山駅前〜岡電岡南営業所間の運行を廃止、愛称名が「リョービエクスプレス神戸」となる。
  - 4月11日 ハーバーライナーのうち、岡山駅前 - 三ノ宮系統が全てプレミアムシート（3列シート）車両での運行に。
- 2009年
  - 3月20日 両備ホールディングス、中鉄、神姫運行便を統合し、両備と中鉄・神姫で異なっていた三ノ宮駅・岡山インター・岡山駅前の乗り場を統合[2]。同時に中鉄バスが運行しているプレミアムシート車両での運行を廃止し、Web予約システムを3社とも「ネットdeバス」（現：両備高速バス予約サイト）に統一。また、箕谷出入口 - 三木JCT間の運行経路を阪神高速7号北神戸線・布施畑JCT経由に統一[3]。3社あわせて、平日4往復、土休祝7往復体制に。
- 2010年
  - 6月1日 岡山駅前の発着場所をドレミの街（10番乗り場）から岡山駅西口バスターミナル（24番乗り場）へ変更。
  - 9月18日 岡山駅西口～三ノ宮駅系統のうち、土曜・休日の1往復が神戸ポートタワー前まで延長。
- 2011年
  - 12月1日 神姫バス担当便の三ノ宮駅 - 倉敷駅北口系統の一般便がノンストップ便に格上げ、代替便として三ノ宮駅 - 岡山駅西口系統へ一般便1往復（神姫バス担当便、毎日運行）を新設、これに伴い、平日4往復 → 5往復、土休祝7往復 → 8往復へ増便。
- 2019年
  - 2月1日 中鉄バス担当便、平日運行を休止に。それに伴い、平日5往復 → 4往復へ滅便。
  - 6月21日 両備バス担当便の神戸ポートピアホテルへの乗り入れを終了。また、本路線初の運賃値上げを実施[4]。
- 2020年
  - 4月11日 新型コロナウイルス感染拡大防止の為、土日祝4往復が運休、それにより、全日4往復となる。
  - 4月20日 新型コロナウイルス感染拡大防止の為、全便運休。
  - 6月19日 一部減便のうえ運行再開、それにより、平日2往復、土日祝3往復となる。
  - 7月23日 全便運行再開、平日4往復、土日祝8往復となる。
  - 9月1日 新型コロナウイルス感染拡大防止の為、平日1往復、土日祝4往復が運休、それにより、平日3往復、土日祝4往復となる。また、山陽自動車道上の途中停留所に停車する一般便が全日運休となる。
- 2021年
  - 1月18日 新型コロナウイルス感染拡大防止の為、全便運休（2回目）。
  - 3月8日 一部減便のうえ運行再開、それにより、平日2往復、土日祝3往復となる。
  - 4月1日 ダイヤ改正により減便、また、運休していた一般便が正式に廃止、それによりノンストップ便のみの運行になり、平日3往復、土日祝4往復となる。
  - 4月27日 新型コロナウイルス感染拡大防止の為、全便運休（3回目）。
  - 6月25日 運行再開
  - 8月30日 新型コロナウイルス感染拡大防止の為、全便運休（4回目）。
  - 10月1日、運行再開。同時にダイヤ改正により減便。平日1往復、土日祝3往復となる。また、神姫バスと中鉄バスは土日祝のみの運行となる[5]。
- 2022年
  - 2月5日 新型コロナウイルス感染拡大防止の為、全便運休（5回目）。
  - 3月11日 運行再開
- 2023年
  - 10月2日 神姫バスが運行を休止し撤退。両備ホールディングスと中鉄バスの2社による共同運行となる。
- 2024年
  - 4月1日 中鉄バス担当便の三ノ宮駅 - 倉敷駅北口系統が三ノ宮駅 - 岡山駅西口系統と運行区間を短縮。平日1往復 → 2往復、土休祝3往復となる。

## 運行会社
- 中鉄バス（ハーバープリンス）
  - 岡山営業所が三ノ宮駅 - 岡山駅西口系統の土曜・休日の1往復を担当。
- 両備ホールディングス（両備バス、リョービエクスプレス）
  - 両備バスカンパニー岡山営業所が岡山駅西口 - 神戸ポートタワー前系統土曜・休日の1往復、岡山駅西口 - 三ノ宮駅系統平日の2往復、土曜・休日の1往復を担当。

## 過去の運行会社
- 神姫バス（ハーバーライナー）
  - 神戸営業所が三ノ宮駅 - 倉敷駅北口系統の土曜・休日の1往復を担当していた。
  - 中鉄バス・両備ホールディングスの神戸側の運行支援業務を担当。

## 主要停留所
岡山県内相互並びに神戸ポートタワー前 - 三ノ宮駅間相互の乗降はできない。

（神戸ポートタワー前） - 三ノ宮駅（神姫バス神戸三宮バスターミナル） - 山陽IC - 岡山IC - 岡山駅西口
- 岡山行は福石PA、三ノ宮駅行は白鳥PAでそれぞれ約10分間休憩。

## 運行経路
神戸市内 - 阪神高速32号新神戸トンネル  - 阪神高速7号北神戸線 - 神戸淡路鳴門自動車道 - 山陽自動車道 - 山陽IC - 赤磐市内 - 山陽IC - 山陽自動車道 - 岡山IC - 国道53号 - 岡山市内

## 運行回数
- 昼行
  - 平日2往復
  - 土曜・休日3往復

## 車内設備
- 4列シート
- トイレ（トイレなし車両で運行する場合あり）
- 電源コンセント（ハーバープリンスは車両による）

リョービエクスプレスのみ
- フリーWi-Fi

## 運行車両
2024年3月現在
- 中鉄バス
  - 日野 セレガHD
- 両備ホールディングス
  - 三菱ふそう エアロエース

## 補足
- 2003年7月18日から2005年までの間、岡山・兵庫両県の連携事業の一環としてハーバープリンス・ハーバーライナーの両線のバス車体に晴れの国おかやま国体・のじぎく兵庫国体のラッピングを施していた。